# Elkana
Elkana o Elqana (en hebreu: אלקנה) és un assentament israelià i un consell local en l'oest de l'Àrea de Judea i Samaria (Cisjordània). Va ser fundat en 1977 per un grup pertanyent al moviment de colons Gush Emunim. A l'any 2015, l'assentament tenia unes 4.000 persones o 800 famílies. Elkana està situat a l'est de la Línia Verda i de la ciutat de Roix ha-Ayyin. Elkana va ser establert com un dels primers assentaments després que 64 membres de la Kenésset signessin un projecte de llei que autoritzava la construcció en aquestes terres del país. Entre les primeres famílies a traslladar-se a l'assentament estava la família de qui després seria el Ramatcal Xaül Mofaz. La ciutat és anomenada d'aquesta manera per Elkanah (espòs de Hannah) i pare de Samuel.